# Il cortile dei folli
 Il cortile dei folli   (spagnolo: Corral de locos) è un piccolo dipinto olio su latta compiuto dall'artista spagnolo Francisco Goya tra il 1793 e il 1794. Goya diceva che il quadro si ispirava a scene di istituti cui aveva assistito da giovane a Saragozza. Il cortile dei folli fu eseguito intorno all'epoca in cui si sviluppavano in Goya la sordità ed il timore della malattia mentale, e l'artista si lamentava sempre di più della sua salute.

## Sfondo biografico
Benché Goya fosse stato sino a quel momento sovraccarico di commissioni per ritratti di reali e nobili, questa opera fa parte di una dozzina di raffigurazioni scure di piccole dimensioni, che egli produsse per proprio conto. Non commissionato, fu uno dei primi "dipinti da studio" di Goya a metà degli anni 1790, in cui la sua iniziale ricerca della bellezza cedeva il passo a quella disamina della relazione tra naturalità e fantasia che lo avrebbe impegnato per il resto della sua carriera. Stava attraversando un crollo nervoso e iniziando un periodo di prolungata cattiva salute, e ammise che la serie era stata creata per rispecchiare i suoi sentimenti di intimo dubbio, ansia e timore di essere sul punto di impazzire. Goya scrisse che le opere servivano "per occupare la mia immaginazione, tormentata com'è dalla contemplazione delle mie sofferenze."
La serie, diceva, consisteva di quadri che "normalmente non trovano spazio nelle opere commissionate."
Per lo storico dell'arte Arthur Danto, Il cortile dei folli segna in punto nella carriera di Goya in cui si sposta da "un mondo senza ombre ad uno senza luce". L'opera è spesso confrontata al più maturo ma parimenti tetro Il manicomio del 1812–19. È stato descritto come una "fosca visione di corpi umani senza ragione umana", come una delle "visioni [di Goya] profondamente disturbanti di sadismo e sofferenza", e come un'opera che segna la sua evoluzione da ritrattista su commissione ad artista che inseguiva solo la sua tetra e spietata visione dell'umanità.

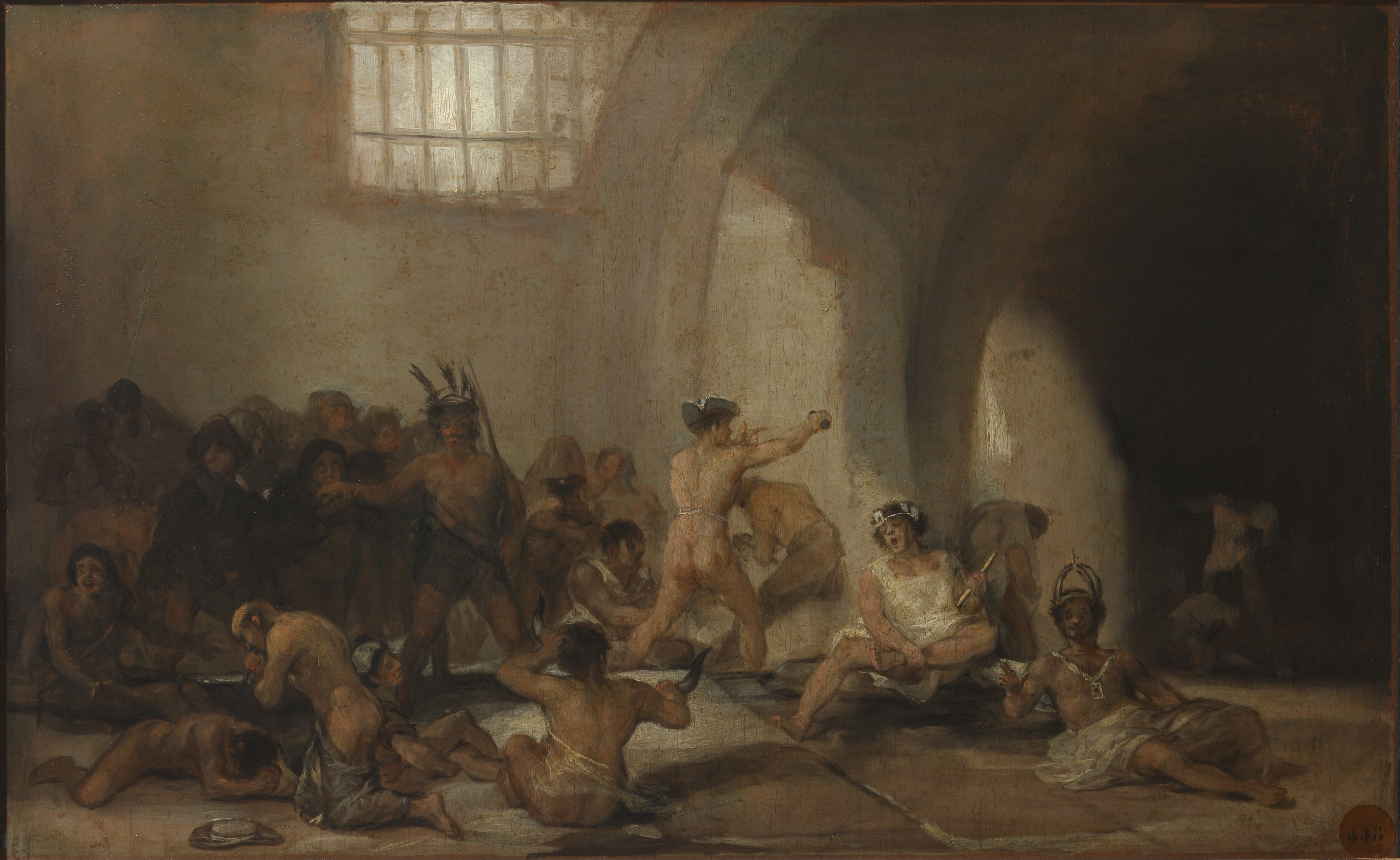
Goya, Il manicomio, 1812–19. Real Academia de Bellas Artes de San Fernando, Madrid.

 Alcuni storici ipotizzano che i sintomi di Goya possano indicare prolungata encefalite virale, e il miscuglio di acufeni, disturbi dell'equilibrio e progressiva sordità possano essere sintomi di malattia di Meniere. Altri affermano che fosse affetto da malattia mentale. Ad ogni modo, questi tentativi di diagnosi postuma sono puramente, e solo, congetturali ed ipotetici. La diagnosi di Goya resta ignota. Quel che si sa è che viveva nel timore della follia, e proiettava paure e disperazione nella sua opera. 
Ambientato in un manicomio, Il cortile dei folli fu dipinto in un'epoca in cui tali istituzioni erano, secondo il critico d'arte Robert Hughes, nulla più che "buchi nella superficie sociale, piccole discariche in cui gli psicotici potevano essere gettati senza il più piccolo tentativo di scoprire, classificare, o trattare la natura della loro malattia." Il cortile di Goya è violentemente crudo, mostra reclusi in catene circondati da alte mura e da un pesante arco di pietra. I reclusi lottano e sorridono ottusamente o si rannicchiano disperati, tutti immersi in un'opprimente luce grigia e verde, sotto la sorveglianza di un solo uomo. L'opera si staglia come un'orripilante e immaginaria visione di solitudine, paura e alienazione sociale, differenziandosi nettamente dalla trattazione piuttosto superficiale del tema "follia" esemplificata nei lavori di precedenti artisti come Hogarth. 
In una lettera del 1794 al suo amico Bernardo de Yriarte, scriveva che il quadro mostra "un cortile con dei matti, due dei quali combattono completamente nudi mentre il sorvegliante li picchia, ed altri vestiti di sacchi; (è una scena di cui fui testimone a Saragozza)". Di solito viene letto come un atto di accusa del generalizzato trattamento punitivo dei pazzi che erano segregati con criminali, messi ai ferri, e regolarmente sottoposti a punizioni corporali, in ambienti delimitati da muri di pietra e cancelli di ferro. Qui i pazienti in vario modo fissano, stanno seduti, si mettono in posa, lottano, fanno smorfie o si castigano. La sommità della tela sfuma nella luce del sole, enfatizzando la scena da incubo che sovrasta.
Dal momento che uno dei traguardi essenziali dell'Illuminismo era la riforma delle carceri e dei manicomi, un tema ricorrente negli scritti di Voltaire ed altri, la condanna della brutalità verso i prigionieri, che fossero criminali o pazzi. fu l'argomento di molti dei successivi dipinti di Goya.
Il quadro era stato precluso ad una fruizione pubblica fino ad una vendita privata nel 1992; oggi è ospitata dal Meadows Museum di Dallas, grazie alla donazione di Algur H. Meadows nel 1967.